# Fuerte Tanjong Katong
El Fuerte Tanjong Katong (en inglés: Fort Tanjong Katong) fue uno de los fuertes militares más antiguas construidas por el anterior gobierno colonial británico de Singapur (1879-1901). La fortaleza dio su nombre a la actual Fort Road, que solía situarse en los terrenos del actual Parque Katong. El fuerte Tanjong Katong, el único de su tipo en el lado oriental de la isla, fue parte de una serie de baterías defensivas y fortificaciones a lo largo de la costa sur de Singapur, que defendió las secciones orientales de la ciudad puerto de Singapur contra los ataques por mar. Debido a su mal diseño estructural y la lejanía, la fortaleza fue posteriormente abandonada y enterrada hasta su redescubrimiento en 2001. Se han encontrado los restos de un foso y cerca una pared perimetral intacta, lo que fue considerado por los expertos arqueológicos locales como uno de los más importantes hallazgos arqueológicos de Singapur de una "verdadera fortaleza del siglo XIX". Como resultado, un grupo de la arqueología ha estado presionando para que el sitio sea registrado como Monumento Nacional. En mayo de 2010, el Consejo de Patrimonio Nacional ha declarado que no tiene planes para hacerlo por el momento.